# Michael S. Engel
Michael S. Engel (anglès: Michael Scott Engel)  (Creve Coeur, 24 de setembre de 1971) és un paleontòleg i entomòleg nord - americà.
Ha realitzat treballs de camp a l'Àsia central, Àsia Menor, i diverses regions de l'Hemisferi Occidental.
Ha publicat més de 200 treballs a revistes científiques especialitzades. Va estudiar a la Universitat de Kansas on va rebre el títol de Batxiller en Ciències en Biologia Cel·lular i un Mestratge en Química el 1993, posteriorment va rebre a la Universitat de Cornell el seu Ph.D. en Entomologia el 1998.
El 2006 se li va atorgar la beca Guggenheim pel seu treball sobre la paleontologia d'insectes.
És Investigador Associat al Museu Americà d'Història Natural a Nova York, membre de la Societat linneana de Londres, Professor Associat al Departament d'Ecologia i Biologia Evolutiva i Curador a la Divisió d'Entomologia del Museu d'Història Natural de la Universitat de Kansas.
Ismael A. Hinojosa-Díaz i Daniel J. Bennett són dos dels seus nombrosos estudiants de diverses parts del món.
Juntament amb David Grimaldi, és coautor de "Evolució dels Insectes" (2005, Cambridge Universidad Press).

## Sistemàtica d'Apis
Treballant en la sistemàtica del gènere Apis, Engel va donar a conèixer noves subespècies com Apis mellifera iberica, Apis mellifera sosimani, etc.

## Algunes publicacions
- Engel, MS 2001. A monograph of the Baltic amber bees and evolution of the Apoidea (Hymenoptera). Bull. of the Am. Museum of Natural History 259 : 1-192

- Engel, MS & Grimaldi, DA 2002. The first Mesozoic Zoraptera (Insecta). Am. Museum Novitats 3362 : 1-20

- Engel, MS & Grimaldi, DA 2004. New light shed on the oldest insect. Nature 427 : 627-630

- Engel, MS, Davis, SR Prokop, J. 2013. Insect wings: The evolutionary developmental origins of Nature's first flyers . In: Minelli, A., Boxshall, G. & Fusco, G. (eds.), Arthropod Biology and Evolution: Molècules, Development, Morphology : 269–298. Springer, Berlín

- Garrouste, R., Clément, G., Nel, P., Engel, MS, Grandcolas, P., D'Haese, C., Lagebro, L., Denayer, J., Gueriau, P., Lafaite, P., Olive, S., Prestianni, C. Nel, A. 2012. A complete insect from the Late Devonian period. Nature 488 : 82–85

- Grimaldi, D. & Engel, M.S.. Evolution of the Insects.  Cambridge Univ. Press, 2005. ISBN 0-521-82149-5.

- Gu, J., Montealegre-Z, F., Robert, D., Engel, MS, Qiao, G. Ren, D. 2012. Wing stridulation in Jurassic katydid (Insecta, Orthoptera) produeix low-pitched musical calls to attract femals. Proc. of the Nat. Acad. of Sci. 109 : 3868–3873

- Huang, D., Engel, MS, Cai, C., Wu, H. Nel, A. 2012. Diverse transitional giant fleas from the Mesozoic era of Xina. Nature 483 : 201–204

- Huang, D., Nel, A., Cai, C., Lin, Q. Engel, MS 2013. Amphibious flies and paedomorphism in the Jurassic period. Nature 495 : 94–97

- Krishna, K., Grimaldi, DA, Krishna, V. Engel, MS 2013. Treatise on the Termites of the World. Bull. of the Am. Museum of Natural History 377 : 1-2470

- Michez, Sr., Vanderplanck, M. Engel, MS 2012. Fossil bees and their plant associates . In: Patiny, S. (ed.) Evolution of Plant-Pollinator Relationships : 103-164. Cambridge Univ. Press, Cambridge

- Nel, A., Roques, P., Nel, P., Prokin, AA, Bourgoin, T., Prokop, J., Szwedo, J., Atzar, D., Desutter-Grandcolas, L., Wappler, T., Garrouste, R., Coty, D., Huang, D., Engel, MS Kirejtshuk, AG 2013. The earliest known holometabolous insects. Nature 503 : 257–261

- Pérez-de la Font, R., Delclòs, X., Peñalver, E., Speranza, M., Wierzchos, J., Ascaso, C. Engel, MS 2012. Early evolution and ecology of camouflage in insects. Proc. of the Nat. Acad. of Sci. 109 : 21414–21419

## Honors

### Eponímia
Espècies i gèneres
1. Lasioglossum (Dialictus) engeli Genaro, 2001 (abella halictida de Cuba)
2. Braunsapis engeli Jobiraj, 2004 (petita abella allodapina del sud de l'Índia)
3. † Cretostylops engeli Grimaldi & Kathirithamby, 2005 (el fòssil més antic de Strepsiptera, de Myanmar)
4. † Sigmophlebia engeli Béthoux & Beckemeyer, 2007 (protorthopterà del Pèrmic Primer d'Oklahoma)
5. Triepeolus engeli Rightmyer, 2008 (abella epeoline de Texas)
6. † Archaeoellipes engeli Heads, 2010 (un grill talp pigmeu del Miocè Primerenc de República Dominicana)
7. Anotylus engeli Makranczy, 2011 (un escarabat corredor oxitelinit de Bolívia)
8. † Engellestes Nel & al. 2012 (genus de com un cavallet del diable odonat del Pèrmic de Rússia)
9. Melitta engeli Michez, 2012 (abella melitina del Kirguizstan)